# Aktion Luftklistier
Die Aktion Luftklistier war ein Versuch zur Leistungssteigerung bei westdeutschen Schwimmsportlern und Modernen Fünfkämpfern in den 1970er Jahren.
Ausgehend von der Überlegung, dass Luft im Verdauungs- beziehungsweise im Darmtrakt eine höhere und damit gemäß der Strömungslehre aquadynamisch günstigere Wasserlage bewirke, wurde Schwimmern durch den Anus Luft in den Dickdarm eingepumpt.
Der Deutsche Schwimm-Verband DSV startete Versuche diesbezüglich insbesondere im Trainingslager in Calgary für die Olympischen Sommerspiele 1976 in Montreal. Der DSV ließ sich durch den Doping-Bekämpfer Manfred Donike bestätigen, dass diese Vorgehensweise keiner Dopingrichtlinie zuwiderlaufe, durch den Freiburger Sportmediziner Joseph Keul, dass die Gesundheit der Sportler nicht gefährdet werde, und schließlich, dass es zu einer Leistungssteigerung komme. Vom Bundesministerium des Innern wurden für die Versuche 250.000 DM zur Verfügung gestellt. Im Trainingslager in Calgary erwies sich die Richtigkeit der Überlegungen zur Leistungssteigerung. Einer der Probanden war der spätere Präsident des Nationalen Olympischen Komitees (NOK) Klaus Steinbach.
Wettkampftauglich war die Aufblasmethode dennoch nicht, da an den Wettkampfstätten keine geeigneten Räumlichkeiten zur Verfügung standen. Vom allfälligen Ort der Maßnahme bis zum Startblock war die „heiße Luft“ entwichen. Das Angebot eines Gummiwarenproduzenten, eine Art Stöpsel zu liefern, wurde vom DSV zurückgewiesen.